# II. třída okresu Český Krumlov
Okresní přebor českokrumlovského okresu patří společně s ostatními mezi osmé nejvyšší fotbalové soutěže v Česku. Je řízen Okresním fotbalovým svazem Český Krumlov. Hraje se každý rok od léta do jara se zimní přestávkou. Účastní se ji 14 týmů z okresu Český Krumlov. Každý s každým hraje jednou na domácím hřišti a jednou na hřišti soupeře, celkem se tedy hraje 26 kol. Nejlepší tým na konci sezóny postupuje do I. B třídy Jihočeského kraje, poslední sestupuje do III. třídy.

## Vítězové
| Ročník    | Vítězný tým            |
| --------- | ---------------------- |
| 2001/2002 | TJ Sokol Chvalšiny     |
| 2002/2003 | FK Dynamo Vyšší Brod   |
| 2003/2004 | Sokol Křemže           |
| 2004/2005 | FK Dynamo Vyšší Brod   |
| 2005/2006 | FC Velešín             |
| 2006/2007 | TJ Hraničář Malonty    |
| 2007/2008 | FK Dolní Dvořiště      |
| 2008/2009 | Vltavan Loučovice      |
| 2009/2010 | SK Větřní              |
| 2010/2011 | TJ Sokol Kájov         |
| 2011/2012 | TJ Sokol Kájov         |
| 2012/2013 | TJ Sokol Kájov         |
| 2013/2014 | TJ Sokol Kájov         |
| 2014/2015 | TJ Černá v Pošumaví    |
| 2015/2016 | TJ Sokol Chvalšiny     |
| 2016/2017 | SK Zlatá Koruna        |
| 2017/2018 | TJ Smrčina Horní Planá |
| 2018/2019 |                        |